# Ілляшевич
Ілляшевич — білоруське прізвище. Відомі носії:
- Антоній Ілляшевич (*1680-ті, Віленське воєводство, Річ Посполита — †16 листопада 1755, Вятка) — єпископ Вятський і Велікопермскій. Вихованець Києво-Могилянської академії.
- Ілляшевич Володимир Миколайович (1939—2004) — український музикант, балалаєчник, народний артист України.
- Микола Ілляшевич — білоруський громадський діяч, історик, психолог, вчитель, видавець.
- Ілляшевич Степан Костянтинович (1854—1899) — російський співак (бас).
- Федір Ілляшевич — білоруський поет, журналіст, історик, політичний діяч.